# 千葉県立葛南工業高等学校
千葉県立葛南工業高等学校（ちばけんりつかつなんこうぎょうこうとうがっこう）は、千葉県市川市にあった県立の定時制高等学校である。
千葉県立市川工業高等学校（全日制）と同じ校舎を共用してきたが、2006年4月1日に市川工業高等学校に統合した。